# Éric Serge Roy
Éric Roy (Niça, 26 de setembre de 1967) és un exfutbolista professional francès, que ocupava la posició de migcampista.

## Trajectòria esportiva
Va militar a nombrosos equips del seu país, els més destacats dels quals foren l'Olympique de Lió i l'Olympique de Marsella. També va jugar al Sunderland AFC anglès i al Rayo Vallecano de la competició espanyola.
Després de la seua retirada ha seguit vinculat al món del futbol com a director esportiu de l'OGC Nice, equip amb el qual va debutar a la Ligue 1 el 1988 com a jugador.